# Омар ал-Башир
Омар Хасан Ахмад ал-Башир (на арабски: عمر حسن أحمد البشير‎) е судански политик – президент на Судан от 1989 до 2019, и офицер (фелдмаршал).
Той е лидер на политическата партия Национален конгрес. През 1989 г., когато е полковник в суданската армия, сваля правителството на Садик ал-Махди с военен преврат.
През октомври 2004 г. правителството на ал-Башир договаря частична автономия за Южен Судан, за да се сложи край на Втората суданска гражданска война. Оттогава обаче правителството е критикувано за своята роля в конфликта в Дарфур, където геноцидът срещу неарабите унищожава между 200 000 и 400 000 души. Управлението на ал-Башир довежда до сблъсъци в Дарфур между милицията джанджавид и бунтовнически групи като Суданската освободителна армия и Движението за справедливост и равенство. Над 2,5 милиона души са разселени заради гражданската война, а дипломатическите отношения между Судан и Чад са сериозно обтегнати.
През юли 2008 г. главният прокурор на Международния наказателен съд (МНС), Луис Морено-Окампо, обвинява ал-Башир в геноцид, престъпления срещу човечеството и военни престъпления в Дарфур.
Съдът издава заповед за арест на 4 март 2009 г. по 7 обвинения във военни престъпления и престъпления срещу човечеството, но не намира достатъчно доказателства за обвинение в геноцид. През юли 2010 следват три обвинения в геноцид. Омар Ал-Башир е първият действащ държавен глава, обвинен от МНС.
Ал-Башир се кандидатира за президентските избори в Судан през 2009 г. Негов политически противник е вицепрезидентът Салва Киир Маярдит, представляващ автономния тогава Южен Судан. Бил е министър на отбраната (1989 – 1993) след преврата, както и военен аташе в Обединените арабски емирства (1975 – 1979.
Вследствие на военен преврат е свален от власт на 11 април 2019 г.